# Apodrosus stenoculus
Apodrosus stenoculus (лат.) — вид жуков-долгоносиков из подсемейства Entiminae (Polydrusini). Назван по признаку суженных глаз, как видно на боковой проекции, где steno означает «узкий», а oculus означает «глаз».

## Распространение
Северная Америка: Доминиканская Республика.

## Описание
Жуки-долгоносики мелких размеров, длина тела от 3,5 до 5,0 мм. От близких видов (Apodrosus viridium и Apodrosus quisqueyanus) отличается раздвоенной головной бороздкой и яркой зеленоватой окраской. Форма тела вытянутая, длина в 2,6 раза больше ширины. Рострум по длине почти равен своей ширине. Основная окраска зеленоватая, ноги коричневые. Крылья и плечевые бугры развиты. Усики 12-члениковые. Нижнечелюстные щупики 3-члениковые, нижнегубные щупики состоят из трёх сегментов. Вид был впервые описан в 2010 году в ходе родовой ревизии, проведённой пуэрто-риканскими энтомологами Jennifer C. Girón и Nico M. Franz (Department of Biology, Университет Пуэрто-Рико, Маягуэс, Пуэрто-Рико).